# Хара, Саори
Саори Хара (яп. 原 紗央莉 Хара Саори, род. 1 января 1988) — японская актриса

 и фотомодель, бывшая порноактриса
. Снималась под псевдонимами Май Нанами (яп. 七海 まい) и Мияби Мацуной (яп. 松野井 雅).

## Биография
Родилась в префектуре Хиросима. Её мать — японка, отец имеет смешанное японо-немецкое происхождение.
Карьера Саори в качестве модели началась ещё в юности, тогда она использовала псевдоним Май Нанами. В 2004 году, будучи подростком она исполнила песню Spicy Days (яп. スパイシーデイズ) для ТВ-шоу «The Marshmallow Times», транслировавшегося на канале «TV Osaka». В 2005 году она снялась в двух фильмах, в вышедшей в марте на канале TBS ТВ-драме The Dream of Delinquent Boys (яп. 不良少年の夢 фурё сёнэн но юмэ)
В мае 2005 года вышла фотокнига Mai Nanami First Photobook, для которой Саори снялась в бикини, в августе того же года на DVD было выпущено видео Mai Nanami: Yamagishi Shin Digital Movie Museum. В том же году она сыграла главную женскую роль в фильме Глубоководный монстр Рэйго (яп. 深海獣レイゴー Синкадзю рэйго), премьера которого состоялась в ноябре 2005 года в Санта-Монике (США) на American Film Market.
После продолжительного перерыва Саори вернулась в шоу-бизнес в августе 2008 года, когда было выпущено гравюр-видео Clear Water. В сентябре она впервые снялась в стиле ню для японского мужского журнала Sabra, после этого к ней поступили предложения от группы порно-студий Soft On Demand (SOD). В ноябре 2008 года Саори снялась для организованной SOD кампании по борьбе с заболеваниями, передающимися половым путём, ранее для этой же кампании снялась Нана Нацумэ. Первый порнофильм с участием Саори, получивший название «Real Celebrity Saori Hara: Miraculous AV Debut», вышел в январе 2009 года и был продан тиражом около ста тысяч копий.
Примерно в то же время, когда снималось это видео, Саори участвовала в фотосессии для фотографа Кисина Синоямы, запечатлевшего девушку в стиле ню в ряде общественных мест Токио, из этих фотографий был составлен выпущенный 28 января 2009 года фотоальбом «NO NUDE by KISHIN 1 20XX TOKYO». По словам Синоямы, ему нравится работать с порноактрисами, поскольку они не испытывают проблем с обнажением. После съёмок Кисин Синояма и Саори Хара обвинялись властями Токио в непристойном поведении в общественном месте.
В начале 2009 года Саори снималась в выпущенном студией «TV Asahi» кинофильме «Mission Section Chief Hitoshi Tadano: Season 4 Special». В мае того же года было выпущено снятое в стиле хамэдори (жанр порнографии, в котором съёмка ведётся одним из непосредственных участников сцен секса) порновидео «Real Celebrity Saori Hara: Brown Eyes», по сюжету фильма Саори, которая по происхождению на четверть немка, отправляется на 6 дней в Германию, чтобы найти там свои корни.
В декабре 2009 была издана её автобиография под названием "Мое настоящее имя Маи Като: почему я стала порноактрисой" (My Real Name Is Mai Kato: Why I Became an AV Actress).

### Уход из индустрии
После землетрясения и последовавшего за ним цунами, которые потрясли Токио в 2011 году, Саори, по сообщениям СМИ, пережила нервный срыв и приняла решение окончить карьеру, разорвав контракт со студией «SOD». В апреле 2011 года Юкико Суо, снимавшаяся вместе с Саори в 3D-порнофильме «Секс и дзен: экстремальный экстаз» / «Sex and Zen», заявила, что после катастрофы ни разу не смогла связаться с ней. В августе 2011 года было сделано официальное заявление об уходе Саори Хары из шоу-бизнеса.
В 2011 Саори заняла 19 место в составленном журналом «Complex» списке «50 самых горячих азиатских порнозвёзд всех времён».
В 2012 году снялась в главной роли в японско-британском артхаусном фильме "Venus In Eros".

### Возобновление карьеры
После двух лет отсутствия Саори в феврале 2014 года объявила о своём возвращении в индустрию развлечений под псевдонимом Мацунои Мияби. Она рассказала, что работала в баре, также она объявила о своём замужестве, состоявшемся в октябре 2012 года. Согласно статье, опубликованной в «Nikkan Sports», после возвращения Саори в индустрию развлечений она больше не будет сниматься в порно, поскольку хочет заниматься только теми видами искусства, которые бы одобрила её мать. Также она заявила, что находилась в депрессии и некоторое время до ухода из порноиндустрии испытывала проблемы с алкоголем.
В номере журнала «Weekly Playboy» от 21 апреля 2014 года в разделе под заголовком «Rebirth» вошли снимки Мацунои в стиле ню.
В 2015 снялась в сериале "Hoiku Tantei 25 ji: Hanasaki Shin'ichirô wa nemurenai!!" и фильме "Sukimasuki". В 2017 вышел фильм "Garo: Kami no kiba" с её участием. В 2018 снялась в сериале "Oh My Jump: Shônen Jump ga chikyû wo sukuu" в роли Рийко Кашивара, в 2021 - в сериале "Janai hô no kanojo".